# 穆拉希
59°23′N 48°58′E / 59.383°N 48.967°E
穆拉希（俄语：Мураши）是俄羅斯基洛夫州北部的一個城市、穆拉希區行政中心，距基洛夫西北112公里。2002年人口7,650人。2010年人口為6,750。
1895年建立，1944年設市。

## 行政和市镇地位
在行政区划框架内，穆拉什是穆拉申斯基区的行政中心。[1]作为一个行政区划，它与十个农村地区一起并入 Murashinsky 区，称为Murashi镇。